# Ľubica Schultze
Ľubica Jonisová, coniugata Schultze (Bratislava, 18 dicembre 1975), è un'ex cestista slovacca naturalizzata tedesca.

## Carriera

### Club
Comincia la sua carriera in Slovacchia con l'SK Slovan Bratislava e l'SCP Ružomberok.
Nella stagione 1997-98 si trasferisce in Germania dove gioca con il Basket Berlin per un anno, prima di passare al Wildcats Aschaffenburg dove rimane due stagioni.
Nel 2000 passa al Fribourg dove rimane due stagioni. L'anno successivo è al Saarlouis.
Nel 2003 si trasferisce in Francia dove gioca nel COB Calais e nel Tarbes GB nella Ligue Féminine de Basket.
Nella stagione 2005-06 ritorna in Germania per giocare nel BG Dorsten.
Gioca la stagione 2006-2007 con la Pallacanestro Ribera, disputando 29 partite e 130 punti totali.

## Nazionale
Naturalizzata tedesca dal 13 novembre 2001, gioca con la Nazionale di pallacanestro femminile della Germania, partecipando anche alla fase finale dei FIBA EuroBasket Women 2005.